# Maurice Wilmotte
Maurice Wilmotte, född den 11 juli 1861 i Liège, död den 9 juni 1942 i Saint-Gilles, var en belgisk romanist.
Wilmotte blev efter studier i Halle, Berlin, Bonn och Paris lärare vid normalskolan i sin födelsestad och sedan professor i romanska språk vid universitetet där. Han utvecklade mycket stor verksamhet som vetenskaplig och publicistisk författare. Av hans arbeten kan nämnas Agénor de Gasparin (1880-81), Études de dialectologie wallone (1890), Le wallon. Histoire et littérature des origines à la fin du XVIII siècle (1893), Les passions allemandes du Rhin dans leur rapport avec l'ancien théâtre français (1898), Trois semeurs d'idées. Agénor de Gasparin. Émile de Laveleye. Émile Faguet (1907), Le français à la tête épique (1917) och De l'origine du roman en France (1924). Wilmotte sysselsatte sig sedan med frågan om den medeltidsfranska hjältediktens ursprung och historia.